# Anischys
Anischys (лат.) — род клопов из семейства древесных щитников. Эндемик Австралии.

## Описание
Длина тела около 1 см. От близких родов отличается следующими признаками: костальный край переднего крыла без бугорка к основанию; 1-й усиковый сегмент не выступает или немного выступает за передний конец головы; отверстие-носик ароматической железы удлинённое, достигающее двух третей ширины метаплевры; параклипеи не выходят за пределы переднего конца антеклипеуса; стернальный киль обычно отсутствует или слабо развит. Антенны 5-члениковые. Лапки состоят из двух сегментов. Щитик треугольный и достигает середины брюшка, голени без шипов.
- Anischys lundbecki (Jensen-Haarup, 1928)
  - =Amphaces lundbecki Jensen-Haarup, 1928
- Anischys luteovaria (Westwood, 1837)
  - =Amphaces henrikseni Jensen-Haarup, 1928
  - =Anischys luteovarius (Westwood, 1837)
  - =Pentatoma luteovaria Westwood, 1837